# Veľká Mača
Veľká Mača (Hongaars: Nagymácséd) is een Slowaakse gemeente in de regio Trnava, en maakt deel uit van het district Galanta.
Veľká Mača telt 2.684 inwoners. Het overgrote deel van de bevolking is etnisch Hongaar.
Het behoort tot de gemeenten die op de Slowaaks-Hongaarse taalgrens liggen, ten noordwesten liggen Slowaakstalige dorpen, ten zuiden, oosten en noorden Hongaarstalige.